# Homaluroides
Homaluroides is een vliegengeslacht uit de familie van de halmvliegen (Chloropidae).

## Soorten
- H. abdominalis (Coquillett, 1895)
- H. distichliae (Malloch, 1918)
- H. graminea (Coquillett, 1898)
- H. ingratus (Williston, 1893)
- H. mellea (Loew, 1872)
- H. pilosulus (Becker, 1912)
- H. quinquepunctata (Loew, 1863)
- H. surda (Curran, 1930)